# Michael Frischenschlager
Michael Frischenschlager (né le 31 octobre 1935 à Salzbourg) est un violoniste autrichien.

## Biographie
Frischenschlager a étudié le violon avec Theodor Müller, André Gertler, Franz Samohyl et Yehudi Menuhin ainsi que la direction d'orchestre et la musicologie à Salzbourg, Cologne, Vienne et Rome.
Il commence sa carrière de musicien d'orchestre avec le Wiener Solisten Orchester (orchestre des solistes viennois) et l'Orchestre philharmonique de Vienne, dont les tournées le conduisent à travers l'Europe, l'Asie et l'Amérique du Nord.
Professeur à l’Académie de musique et des arts du spectacle de Vienne depuis 1971, il en devient le directeur de 1989 à 1996. Sa renommée de pédagogue l’amène à donner plusieurs séminaires et masterclasses dans le monde entier (Berlin, Budapest, Helsinki, Hong Kong, Kyoto, Leipzig, Londres, Montréal, Oxford, Paris, Sofia ou Tokyo).
Il est par ailleurs régulièrement invité à faire partie de jurys de concours internationaux de violon et de musique de chambre. Il a fait partie du jury du Concours musical international de Montréal en 2003, 2006 et 2010. 
Michael Frischenschlager préside en outre depuis 1989 le Concours international de violon Fritz-Kreisler à Vienne. En 1990, il a fondé l’Académie internationale d’été Prague-Vienne-Budapest dont il a été le directeur durant quatorze ans. 
Parmi ses élèves, on trouve Michael Radanovics, Mauro Iurato et Valya Dervenska.

## Distinctions
- 1996: Commandeur d'or de l'ordre du Mérite autrichien[2]
- 2004: Insigne fédérale d'honneur (de)